# Bonipaire-et-Layegoutte
Bonipaire-et-Layegoutte est une ancienne commune française du département des Vosges qui se composait de trois hameaux : Bonipaire, Layegoutte et Combrimont. Elle est supprimée en 1848.

## Géographie

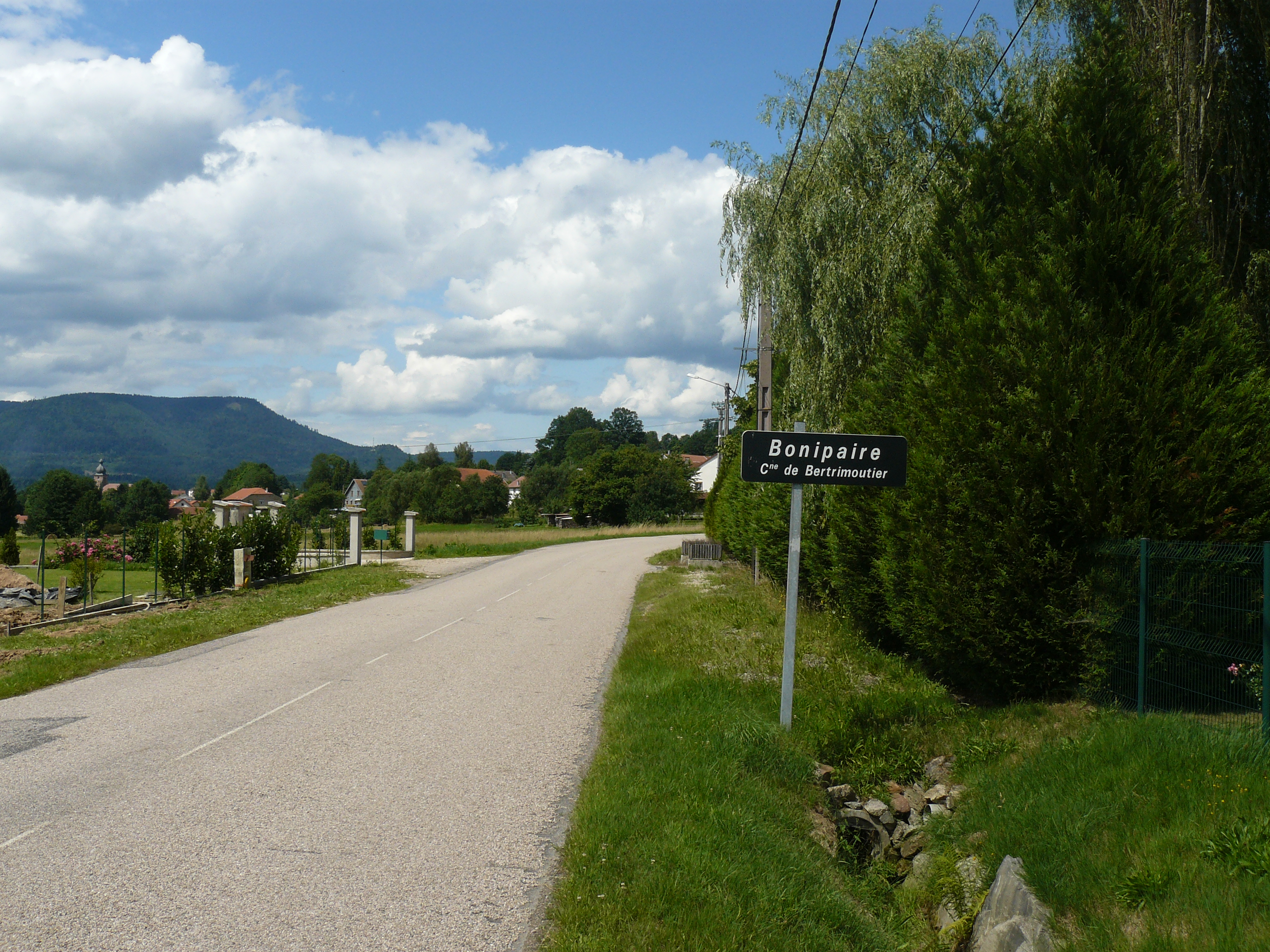
Entrée de Bonipaire.
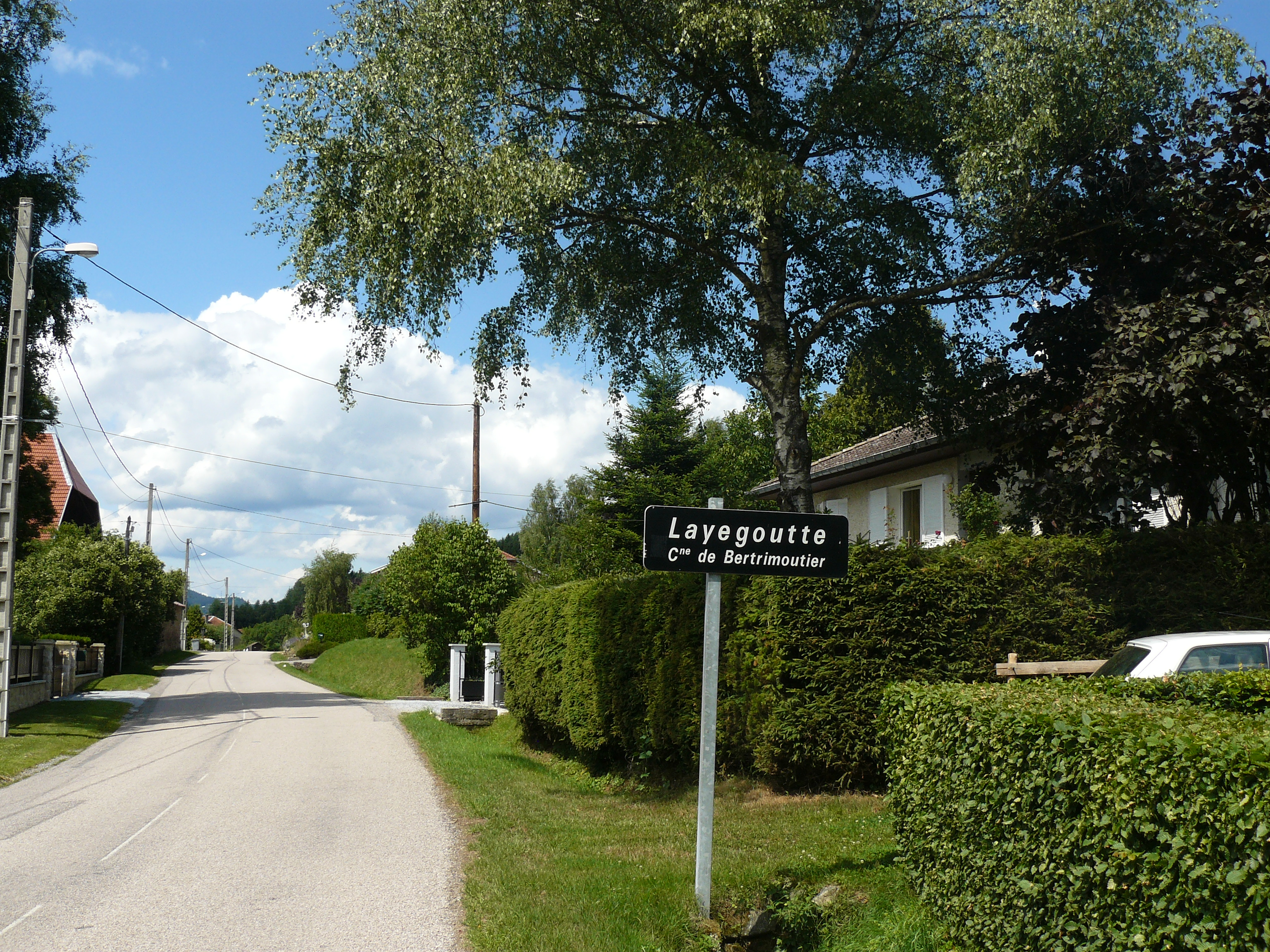
Entrée de Layegoutte.

## Histoire
Sous l’Ancien Régime, Bonipaire appartenait au doyenné, à la commune et à la paroisse de Wisembach.
La commune de Bonipaire-et-Layegoutte est créée entre 1790 et 1794 par le regroupement des hameaux de Bonipaire, Layegoutte et Combrimont. En 1848, elle est supprimée : Bonipaire et Layegoutte sont rattachés à la commune existante de Bertrimoutier et Combrimont devient un chef-lieu communal.

## Démographie
| 1793 | 1800 | 1806 | 1821 | 1831 | 1836 | 1841 | 1846 |
| ---- | ---- | ---- | ---- | ---- | ---- | ---- | ---- |
| 338  | 375  | 419  | 542  | 545  | 539  | 569  | 589  |